# Toyota i-Road
Toyota i-Road to dwuosobowy, trójkołowy pojazd elektryczny przeznaczony do miasta.
Model koncepcyjny został zaprezentowany podczas 43. Tokyo Motor Show w 2013 roku. Testy konsumenckie w Tokio trwały od 24 marca do końca czerwca 2014 roku. 

i-Road łączy cechy samochodu i motocykla. Jest w pełni zadaszony jak samochód, ale przechyla się na zakrętach. Jest wyposażony w opracowany przez Toyotę system Active Lean, który pozwala kontrolować wychylenie pojazdu podczas zakręcania. Auto napędzają 2 silniki elektryczne o mocy 2 kW, które rozpędzają pojazd maksymalnie do 60 km/h. Baterie litowo-jonowe dają zasięg 50 km na jednym ładowaniu. i-Road waży 300 kg, ma 2345 mm długości i 870 mm szerokości. Na jednym miejscu parkingowym mieszczą się 4 i-Roady.
i-Road został zaprojektowany z myślą o opracowanym przez Toyotę eksperymentalnym systemie miejskiego  wynajmu krótkoterminowego Toyota Ha:mo, zintegrowanym z komunikacją miejską. Jego elementy zostały wykorzystane w pilotażowym programie Cité lib by Ha:mo w Grenoble we Francji. W pojazdach wykorzystywanych w Grenoble maksymalna prędkość została ograniczona do 45 km/h.